# Perilitus longitarsi
Perilitus longitarsi är en stekelart som först beskrevs av Loan 1969.  Perilitus longitarsi ingår i släktet Perilitus och familjen bracksteklar. Inga underarter finns listade i Catalogue of Life.